# Hyacinthe Gariel
Pour les articles homonymes, voir Gariel.
Hyacinthe Gariel est un bibliothécaire et historien français né à Grenoble le 26 janvier 1812 et mort le 7 août 1890.

## Parcours
Hyacinthe Gariel était le fils de Fortuné Gariel, originaire d'Allos (Basses-Alpes), juge au tribunal civil de Grenoble. Il était également le neveu de Hyacinthe Gariel (1778-1849), conseiller à la Cour royale (retiré en 1830 à Allos par hostilité envers Louis-Philippe) de Grenoble et bibliophile et collectionneur d'incunables et de Simon-Jude Honnorat (1783-1852), docteur en médecine originaire d'Allos établi à Digne, lexicographe provençal, collectionneur et créateur d'un célèbre cabinet de curiosités (minéralogie, numismatique, coquillages, fossiles, herbiers...).
Hyacinthe Gariel effectua ses études de droit à Grenoble mais, soutenu par Jacques-Joseph Champollion-Figeac, se fait finalement recruter comme attaché au catalogue de la Bibliothèque nationale. 
Rentré à Grenoble en 1841, il y devient bibliothécaire adjoint de la Bibliothèque municipale de Grenoble puis remplace Amédée Ducoin comme conservateur. Il reste près de trente-cinq ans à ce poste (1848-1882) et possède ainsi une grande influence sur l'organisation du service et les fonds conservés.
Il se rapproche ainsi d'Alexandre Debelle, conservateur du musée de la ville dans l'ancien Collège des Jésuites, afin de construire un bâtiment commun aux deux institutions. Le musée-bibliothèque est bâti de 1864 à 1872 par l'architecte Charles-Auguste Questel. Innovant dans l'organisation des espaces, Gariel demande la création d'une salle d'exposition distincte des magasins et de la salle de lecture. Il s'activa pour permettre l'acquisition par la bibliothèque de Grenoble de la bibliothèque privée de son oncle et homonyme Hyacinthe Honnorat (nombreux manuscrits et incunables), qui était un ami des frères Champollion et de certains éléments du cabinet de curiosité de son autre oncle, Simon-Jude Honnorat (1783-1852).
Au cours du temps où il est conservateur, la taille du fonds de la bibliothèque est multiplié par trois. Il crée et développe surtout le fonds dauphinois, ancêtre de l'actuel fonds de conservation. Ouvert à la littérature de son temps, il parvient surtout à faire entrer les premiers manuscrits de Stendhal, obtenus à partir de 1860 auprès de la veuve de Louis Crozet, ami d'enfance et héritier des manuscrits de l'écrivain. Finalement, ce sont 67 volumes et des liasses de manuscrits et d'archives qui intègrent la bibliothèque de Grenoble grâce à Gariel, ouvrant la voie à toutes les études stendhaliennes.
Il est élu le 30 juillet 1847 à l'Académie des sciences, belles-lettres et arts de Savoie, avec pour titre académique Correspondant.
Il prend sa retraite en 1882 et meurt le 7 août 1890.
Bibliophile, il est membre fondateur de la Société des bibliophiles dauphinois et participe à la Petite revue des bibliophiles dauphinois (1869-1874). Il possède une très vaste bibliothèque personnelle (28 180 volumes dont plus de 2000 manuscrits) qu'il cède en 1874 à la ville de Grenoble contre une rente viagère de 3850 fr.
D'une grande érudition, il est l'auteur de travaux historiques sur le Dauphiné et d'éditions de manuscrits anciens de la bibliothèque municipale. Il est l'oncle du juriste Georges Gariel.